# Alsophis rufiventris
Alsophis rufiventris is een slang uit de familie toornslangachtigen (Colubridae) en de onderfamilie Dipsadinae.

## Naam en indeling
De wetenschappelijke naam van de soort werd voor het eerst voorgesteld door Auguste Duméril, Gabriel Bibron en André Marie Constant Duméril in 1854. Oorspronkelijk werd de wetenschappelijke naam Dromicus rufiventris gebruikt.

## Uiterlijke kenmerken
De slang wordt ongeveer een meter lang, de wetenschappelijke soortaanduiding rufiventris betekent vrij vertaald 'rode buik'. De slang heeft een grijze tot oranje buik. De kleur is bruin, de bovenzijde heeft regelmatige vlekkenrijen en strepen.

## Verspreiding en habitat
Alsophis rufiventris komt voor op de Nederlandse eilanden Saba en Sint Eustatius. Vroeger kwam de soort ook voor op de eilanden Nevis en Saint Kitts van de federatie Saint Kitts en Nevis, maar hier is de slang sinds de negentiende eeuw uitgestorven. De oorzaak is de introductie van mangoesten (familie Herpestidae), een familie van carnivore zoogdieren die onder andere slangen op het menu hebben staan. Het verspreidingsgebied van de slang is hierdoor achteruitgegaan van meer dan 300 km² naar ongeveer 33 km² vandaag de dag. Door de internationale natuurbeschermingsorganisatie IUCN is de beschermingsstatus 'kwetsbaar' toegewezen (Vulnerable of VU).
Op Sint Eustatius komen de dieren nog algemeen voor, maar ook deze exemplaren hebben te lijden onder een hoge predatie. Niet alleen natuurlijke vijanden zoals de Amerikaanse torenvalk (Falco sparverius) maar met name andere door de mens geïntroduceerde dieren als honden en katten zijn hiervan de oorzaak.
De habitat bestaat uit vochtige tropische en subtropische bossen en droge tropische en subtropische bossen. Ook in door de mens aangepaste streken zoals landelijke tuinen kan de slang worden aangetroffen.